# Nordeuropæiske Lavland
Det Nordeuropæiske Lavland er et geomorfologisk område i Europa. Det består af lave sletter mellem det Centraleuropæiske Højland i syd og Nordsøen og Østersøen i nord. Højden på lavlandet er mellem 0 og 200 meter. Det meste af området benyttes til jordbrug, mens andet også er moseområder, lyngheder og indsøer. På kysten af Nordsøen finder man moseland og Vadehavet, et stort tidevandsområde. 
Politisk er det Nordeuropæiske Lavland delt mellem Belgien, Holland, Tyskland, Danmark, Polen og Tjekkiet. Hovedstæder i fire af landene ligger på det Nordeuropæiske Lavland: København (Danmark), Amsterdam (Holland), Berlin (Tyskland) og Warszawa (Polen). Store floder er, fra vest til øst, Rhinen, Ems, Weser, Elben, Oder og Wisła. 
Historisk, og særligt i middelalderen, blev den vestlige del af området kaldt Nederlandene.
Det Nordeuropæiske Lavland er forbundet til den Østeuropæiske Slette, som indeholder de store sletter i Rusland, og som grænser til Uralbjergene i øst. Sammen danner de den Europæiske Slette.

## Tyskland
Den tyske del af det Nordeuropæiske Lavland kaldes Den Nordtyske Slette. Meget af den Nordtyske Slette er ikke højere end 100 meter over havet. Ved kysten af Nordsøen er sletten meget flad og består stort set af moseområder og mudrede strande. Udenfor kysten ligger De Østfrisiske og De Nordfrisiske Øer, som regnes som en fortsættelse af den Nordtyske Slette som blev skilt fra fastlandet efter oversvømmelse i middelalderen. 
Langs kysten af Østersøen møder sletten stejle kalkstensklipper som blev dannet under istiderne. Sletten er dækket af sand langs kysten, mens de indre områder har mose- og hedeandskab. Udenfor kysten nær Stralsund ligger Rügen, som er den største ø i Tyskland. 
Delstaterne Slesvig-Holsten, Hamborg, Bremen, Mecklenburg-Vorpommern, Brandenburg, Berlin, meget af Niedersachsen og Sachsen-Anhalt, og dele af Sachsen og Nordrhein-Westfalen ligger i dette område. 
Under den kolde krig blev den Nordtyske Slette regnet som en mulig invasionsrute for Warszawapagten ind i Vesttyskland.
Nationalparken beliggende i området er bl.a. Nationalpark Jasmund, Müritz-Nationalpark, Nationalpark Elbtalaue og Nationalpark Schleswig-Holsteinisches Wattenmeer.

## Polen
I Polen er det storte område fra Świnoujście, Szczecin og Gdańsk til Warszawa og Opole med Ostrava-området i Tjekkiet. Regioner liggende i alt på Nordeuropæiske Lavland, eller næsten, er Vestpommerske voivodskab, Pommerske voivodskab, Storpolske voivodskab, Lubusz-voivodskabet, Nederschlesiske voivodskab, Kujaviskpommerske voivodskab og Masoviske voivodskab.
I kystlinjen af Østersøen skiller sig ud Stettiner Haff og Hela-halvøen. Området er for det meste skovbevokset (fx Wkrzanskaskoven og Goleniowska-skoven) og dels bruges til landbrugsformål. 
Store byer er Warszawa, Wrocław, Poznań, Gdańsk, Szczecin, Bydgoszcz og Gdynia.
54°N 14°Ø / 54°N 14°Ø